# Batalha de Rajmahal
A Batalha de Rajmahal (em bengali: রাজমহলের যুদ্ধ) ocorreu entre o Império Mogol e a Dinastia Karrani que governava o Sultanato de Bengala no século XVI. A batalha resultou em uma vitória decisiva para os mogóis. Durante a batalha, o último sultão de Bengala, Daud Khan Karrani, foi capturado e posteriormente executado pelos mogóis.

## Antecedentes
A batalha de Rajmahal introduziu o regime mogol em Bengala. Após a morte do último sultão da dinastia Hussain Shahi, Ghiyasuddin Mahmud Shah, em 1538, o sultanato libertado de Bengala chegou ao fim. Apesar de ocupar a cidade capital de Gaur, Humayun, o segundo imperador do Império Mogol, conseguiu manter o controle por apenas um curto período de tempo. O fundador da Dinastia Sur, Sher Shah Suri, derrotou Humayun na Batalha de Chausa e assumiu o controle sobre Bengala. Mais tarde, a dinastia Karrani emergiu em Bengala. O último governante dos Karranis, sultão Daud Khan Karrani, recusou-se a saudar Akbar e entrou em conflito com os mogóis. Daud Khan foi derrotado pelo general mogol Munim Khan na Batalha de Tukaroi.
Em 12 de abril de 1575, o Tratado de Katak concluiu a malevolência entre as duas partes. Consequentemente, Daud Khan falhou em manter o controle sobre Bengala e Bihar. Apenas os direitos de Orissa foram deixados para ele. O tratado, no entanto, não durou muito. Isa Khan, o chefe dos Baro-Bhuians, expulsou a Marinha Mogol de Bengala. Após a morte do general mogol Munim Khan, Daud Khan iniciou uma campanha para conquistar o território perdido. Ele conseguiu conquistar o norte e oeste de Bengala.

## Batalha
Akbar enviou seu general Khan-i-Jahan Husain Quli Beg para conquistar Bengala de Daud Khan. Os generais de Daud Khan eram Kalapahar, Junaid e Qutlu Khan. Khan reuniu cerca de três mil tropas em Teliagarhi.
Os afegãos lutaram com os mogóis em Teliagarhi. Na batalha, os mogóis capturaram Teliagarhi. Os mogóis então prosseguiram em direção a Rajmahal. Rajmahal foi sitiada por cerca de quatro meses pelo general mogol Husain Quli Beg. Como ajuda adicional aos mogóis, Muzaffar Khan Turbati, o governante de Bihar, avançou com cinco mil cavaleiros e suprimentos por mar. Embora os mogóis estivessem à frente em termos de força, eles enfrentaram problemas climáticos.
Então a batalha ocorreu entre as forças combinadas dos mogóis e dos Karranis em Rajmahal em 12 de julho de 1576. Daud Khan, Junaid, Kalapahar e Qutlu Khan lideraram o meio, esquerda, direita e frente do exército, respectivamente.

## Consequências
Os Karranis foram derrotados nesta batalha. Daud Khan foi capturado e morto. Com a queda da dinastia Karrani, o Sultanato de Bengala chegou ao fim e Bengala tornou-se uma subah ou província do Império Mogol. No entanto, sob a liderança de Isa Khan, os Baro-Bhuyans continuaram a resistir aos mogóis. Como resultado, os mogóis não conseguiram obter controle total sobre Bengala até a morte de Isa Khan em 1599.